# Solar-C EUVST
Solar-C_EUVST（ソーラー シー イーユーブイエスティー）は宇宙航空研究開発機構宇宙科学研究所 (ISAS/JAXA) と自然科学研究機構国立天文台 (NAOJ) が中心となって検討している高感度太陽紫外線分光観測衛星。アメリカ航空宇宙局 (NASA) 、欧州宇宙機関 (ESA) との国際協力ミッションである。2022年11月1日付けでSOLAR-Cプリプロジェクトチームが発足し、本プロジェクトの正式名称を「高感度太陽紫外線分光観測衛星」、 英語略称を「SOLAR-C」とすることを決定した。2022年12月に決定された宇宙基本計画工程表（令和4年度改訂）によると打ち上げは2028年度初頭の予定である。

## 概要
ひのとり (ASTRO-A)、ようこう (SOLAR-A)、ひので (SOLAR-B) に続く4機目の太陽観測機となる。ひのでの後継機には2007年からSOLAR-Cの検討が進められてきたが、搭載する観測機器を極紫外線高感度分光望遠鏡EUVSTに絞った小型衛星Solar-C_EUVSTを2020年代半ばに打ち上げ、SOLAR-Cは2030年代に打ち上げる方向で計画全般の見直しがされた。
計画には欧州（ESAおよびドイツ・イギリス・フランス・イタリアの各国宇宙機関）やNASAも参加している。望遠鏡の全体構造と主鏡部、衛星バス、打ち上げロケットを日本が担当し（総額152億円）、日本、アメリカ合衆国、欧州共同で分光器部を担当する（総額6,500万ドル）。

## 科学目標
以下の2つの科学的目的を掲げている。

### 太陽大気の形成に繋がる基礎的な物理法則の理解
太陽表面の温度（約5700 K（ケルビン））に対して、上空のコロナの温度は100万 K以上となっており、コロナが加熱される仕組みは現在も解明されていない。この「コロナ加熱問題」には、「ナノフレア仮説」と「波動加熱説」の2つの有力な説があるが、従来の観測装置では能力が足らず2019年現在検証できていない。Solar-C_EUVSTでは、幅広い温度帯をカバーし、高い時間分解能と空間分解能で観測することで、ナノフレアや波動加熱の現場を直接捉え、太陽大気の全体像を明らかにする。

### フレアやコロナ質量放出 (CME) を駆動する突発的なエネルギーを開放する仕組みの理解
太陽フレアはコロナ中に蓄積された磁場のエネルギーが磁気リコネクションにより解放され、熱やプラズマの運動エネルギーに変換される現象と考えられている。この磁気リコネクションの発生過程や突発的に解放される仕組みは未だ理解されていない。Solar-C_EUVSTは、高い時間分解能・空間分解能で分光観測すうことで太陽フレアの発生のメカニズムを解明する。

## 搭載機器
極紫外線高感度分光望遠鏡 (EUVST)
EUVST (EUV High-Throughput Spectroscopic Telescope) は、彩層・遷移層からコロナ・フレアプラズマまでの多様なプラズマが発する極端紫外〜遠紫外域の輝線を分光観測し、温度・密度・速度といったプラズマ診断情報を2次元マップ（撮像）として取得する分光望遠鏡である。空間分解能は0.37秒角と、ひのでに搭載された極紫外線撮像分光装置 (EIS) の約7倍を誇る。時間分解能は0.5 - 10秒。17 - 21.5 nmと46.3 - 127.5 nm の、観測可能波長域の異なる2種類のカメラで、彩層温度（10000 K）からコロナ・フレア温度（106 - 107 K）に至る広い温度範囲をシームレスに捉える。

## ミッションの検討経緯
ESAとの国際協力ミッションとして検討されてきたSOLAR-Cだったが、2015年にESAのコスミック・ビジョン中型 (Cosmic Vision Medium) 4号機としての提案が不採択となり、このまま継続検討することが不可能となった。そのため、SOLAR-Cワーキンググループでは「尖鋭化」という表現で科学的目的を絞り込んだ小型・低予算のミッションとして再構築する方向で検討を継続した。また、2016年7月には、太陽物理学における国際協調を改善し、次の10年に向けて多国間太陽物理ミッションのコンセプトを開発するための研究チーム Next Generation Solar Physics Mission Science Objectives Team (NGSPM-SOT) が日米欧の研究者14名から結成された。NGSPM-SOTは、一年後の2017年7月に、JAXA、NASA、ESAに対して最終勧告を提示した。この最終勧告では、2020年代の太陽物理ミッションで特に優先度の高い観測機器を3つに絞り、「大型衛星に3つ全てを搭載して打ち上げる」または「複数の小型衛星に分けて搭載して打ち上げる」という2つの方式が提案された。
NGSPM-SOTの勧告を受け、SOLAR-Cワーキンググループは、提案された3つの観測機器のうち彩層からコロナに至る領域を観測するEUVST（極紫外線高感度分光望遠鏡）のみを搭載した小型衛星を打ち上げるミッション「Solar-C_EUVST」として再構築することとした。2018年1月には、JAXA公募型小型衛星の候補としてミッションコンセプトを提案、2018年7月に宇宙理工学委員会の評価小委員会による審査で採択された。これを受け、ISASはプリフェーズ A1b（アイデア実現加速プロセス）に進める衛星計画に決定。その後、2018年12月の国際科学審査、2019年3月のISASプリプロジェクト候補選定審査を経て、2019年4月からはプリフェーズ A2（ミッション定義フェーズ）の活動をJAXA主導で開始した。2019年5月、公募型小型3号機には小型JASMINEが選定されたが、元々Solar-C_EUVSTは公募型小型4号機を目指しており、プリフェーズA2の活動を継続した。2020年6月、宇宙政策委員会第88回会合で提出された次期宇宙基本計画工程表（案）の中で、Solar-C_EUVSTが公募型小型4号機に選定されたことが明らかとなった。
2022年7月にミッション定義審査を、9月にプロジェクト準備審査を完了し、11月1日付けでSOLAR-Cプリプロジェクトチームが発足し、本プロジェクトの正式名称を「高感度太陽紫外線分光観測衛星」、 英語略称を「SOLAR-C」とすることを決定した。
2024年3月1日付けで正式にプロジェクト化、JAXAにてプロジェクトチームが発足したことが発表された。

### 国際協力
2019年9月、NASAは宇宙天気の理解につながる衛星ミッションとして、実現に向けたコンセプトスタディに進む3つの提案を選定し、そのうちの1つとして次期太陽観測衛星Solar-C_EUVSTが選ばれた。2020年12月、NASAは、Solar-C (EUVST)をHeliophysics missionの1つに選定した。